# Nawiady
Nawiady (deutsch Aweyden) ist ein Dorf in der polnischen Woiwodschaft Ermland-Masuren. Es liegt in der Nähe von Mrągowo (deutsch Sensburg) und gehört zur Landgemeinde Piecki (Peitschendorf).

## Geographische Lage
Nawiady liegt nördlich des Jezioro Nawiady (deutsch Großer Aweyder See) in der südlichen Mitte der Woiwodschaft Ermland-Masuren, 18 Kilometer südlich der Kreisstadt Mrągowo (Sensburg).

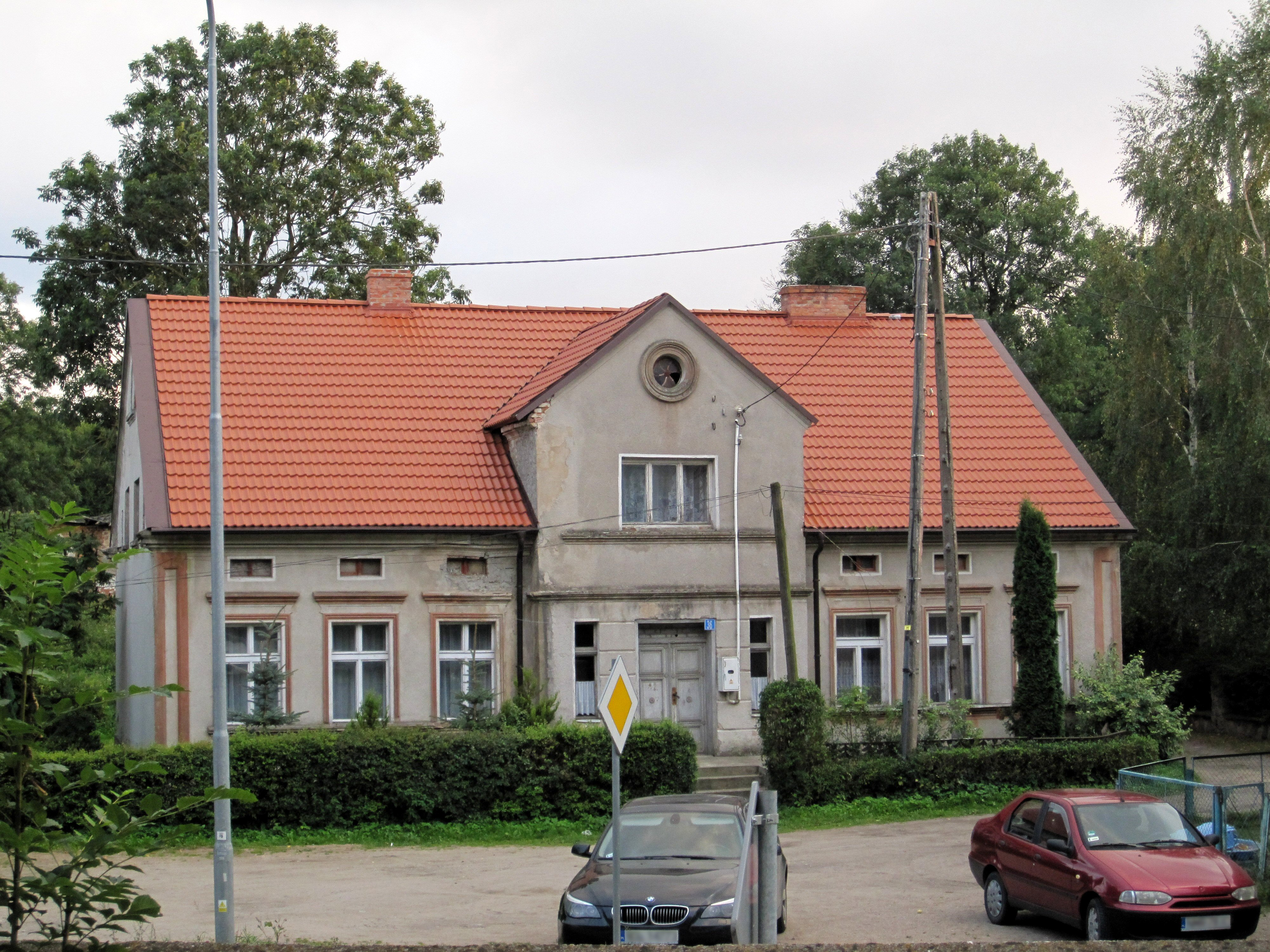
Gebäude in Nawiady (frühere Aweyder Gaststätte Romotzki)

## Geschichte
Der Ort wurde im Jahr 1397 vom Komtur zu Rhein (polnisch Ryn) Johann von Schönfeld im Rahmen der Niederlassungen des Deutschen Ordens gegründet. Am 8. April 1874 wurde es Amtsdorf und damit namensgebend für einen Amtsbezirk, der bis 1945 bestand und zum Kreis Sensburg im Regierungsbezirk Gumbinnen (ab 1905: Regierungsbezirk Allenstein) in der preußischen Provinz Ostpreußen gehörte.
Aufgrund der Bestimmungen des Versailler Vertrags stimmte die Bevölkerung im Abstimmungsgebiet Allenstein, zu dem Aweyden gehörte, am 11. Juli 1920 über die weitere staatliche Zugehörigkeit zu Ostpreußen (und damit zu Deutschland) oder den Anschluss an Polen ab. In Aweyden stimmten 480 Einwohner für den Verbleib bei Ostpreußen, auf Polen entfielen keine Stimmen.
Als Folge des Zweiten Weltkrieges kam Aweyden 1945 mit dem gesamten südlichen Teil Ostpreußens zu Polen und erhielt nach Vertreibung der deutschen Bevölkerung die polnische Namensform „Nawiady“. Heute ist das Dorf Sitz eines Schulzenamtes (polnisch Sołectwo) und somit eine Ortschaft im Verbund der Landgemeinde Piecki (Peitschendorf) im Powiat Mrągowski (Kreis Sensburg), dass bis 1998 der Woiwodschaft Olsztyn und seither der Woiwodschaft Ermland-Masuren zugehörig ist.

### Ortsname
Vor 1785 wurde das Dorf Nawiadt genannt. Eine alte Sage berichtet, dass der Gründer Johann von Schönfeld in Begleitung seiner Ordensherren durch das Gebiet ritt und – überwältigt von der unberührten, reizvollen Natur mit seiner Wiesenlandschaft – entzückt ausrief „Ah, ah, Weiden!“. Der Name des Dorfes hat seinen Ursprung aber wohl eher in der ersten Bevölkerung, die wie der Gründer von Schoenfeld aus dem fränkischen Weiden in der Oberpfalz stammte.

### Einwohnerzahlen

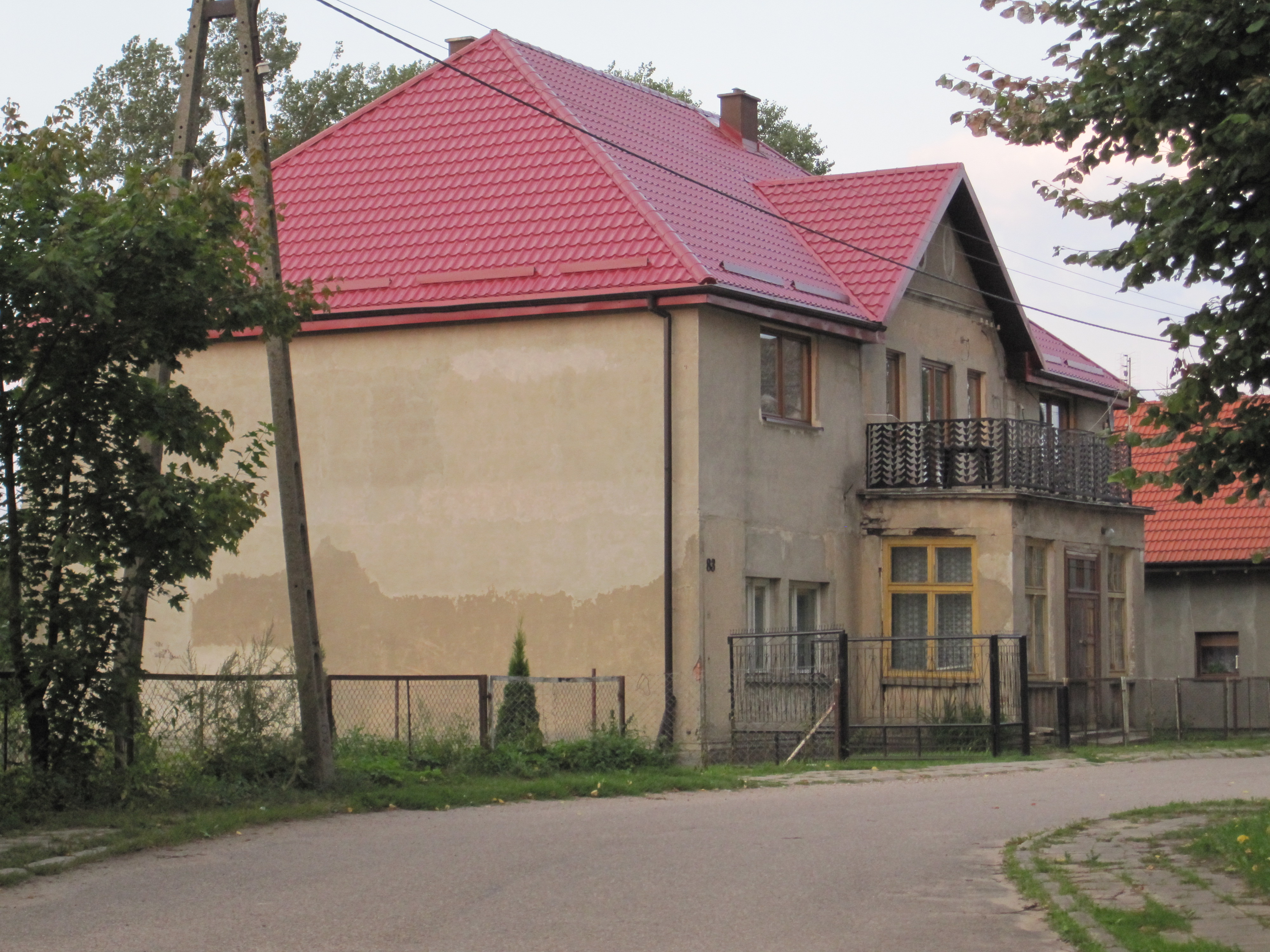
Gebäude in Nawiady

| Jahr | Anzahl |
| ---- | ------ |
| 1818 | 389    |
| 1839 | 553    |
| 1871 | 695    |
| 1885 | 691    |
| 1898 | 729    |
| 1905 | 660    |
| 1910 | 653    |
| 1933 | 745    |
| 1939 | 657    |
| 2011 | 388    |

### Amtsbezirk Aweyden (1874–1945)
Zum Amtsbezirk Aweyden gehörten bei seiner Errichtung 1874 fünf Dörfer:
| Name          | Geänderter Name 1938 bis 1945 | Polnischer Name | Bemerkungen                                                     |
| ------------- | ----------------------------- | --------------- | --------------------------------------------------------------- |
| Aweyden       |                               | Nawiady         |                                                                 |
| Collogienen   | Kalgienen                     | Kołowin         | 1908 nach Krutyń (Forst) bzw. Pfeilswalde (Forst) eingegliedert |
| Czierspienten | (ab 1906:) Zollernhöhe        | Cierzpięty      |                                                                 |
| Moythienen    |                               | Mojtyny         |                                                                 |
| Uklanken      | Erbmühle                      | Uklanka         | 1928 nach Moythienen eingegliedert                              |

Am 1. Januar 1945 bildeten nur noch Aweyden, Moythienen und Zollernhöhe den Amtsbezirk Aweyden.

## Kirche

### Kirchengebäude

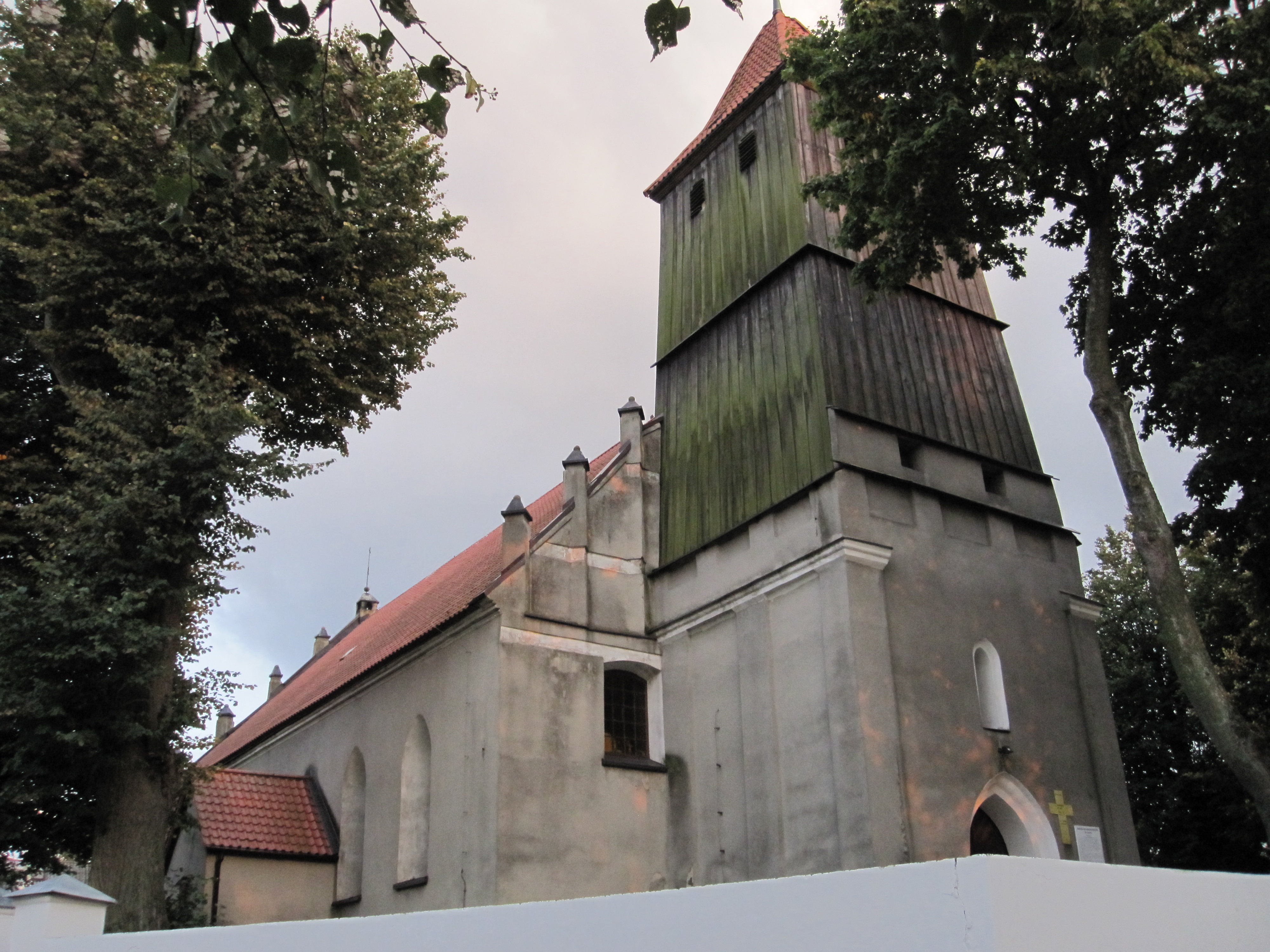
Die einst evangelische, jetzt katholische Dorfkirche Nawiady/Aweyden

Bereits 1437 wird in Aweyden eine Kirche genannt, wohl die älteste in Masuren. Sie wurde 1603 durch einen Neubau aus verputzten Feldsteinen ersetzt, an den 1687 ein Turm mit hölzernem Obergeschoss angebaut wurde. Eine Orgel wurde 1806 eingebaut. Die Kirche mit eindrucksvollem Interieur wurde mehrfach restauriert und modernisiert, zuletzt in den 1990er Jahren, als sie als früher evangelisches Gotteshaus nun veränderten katholischen Gottesdienstbräuchen angepasst wurde. Sie trägt jetzt den Namen des Hl. Josef.
Im Vorraum der Kirche sind die aus deutscher Zeit stammenden, auf Wandtafeln festgehaltenen Namen, Geburts- und Sterbedaten der im Kirchspiel Aweyden Kriegsgefallenen erhalten geblieben. Ebenso existiert auch das aus der Zeit 1914–1918 stammende Denkmal für die deutschen Kriegstoten.

### Kirchengemeinde

#### Evangelisch
Die Kirche in Aweyden war vorreformatorisch. 1525 wurde hier die Reformation eingeführt. Die Zahl der Gemeindeglieder wuchs stetig, sodass hier zwei und teilweise auch drei Geistliche ihren Dienst taten. Im Jahre 1925 gehörten etwa 7.000 Gemeindeglieder zum Kirchspiel, das zur Kirchenprovinz Ostpreußen in der Kirche der Altpreußischen Union gehörte.
Nach 1945 bildete sich nur noch eine kleine evangelische Gemeinde, die ihr Gotteshaus nach einer illegalen Besetzung durch die sich neu ansiedelnden polnischen Bürger 1981 an die katholische Gemeinde verkaufen musste. Sie benutzt aber heute noch die Kirche mit. Das zuständige Pfarramt ist das der St.-Trinitatis-Kirche Mrągowo innerhalb der Diözese Masuren der Evangelisch-Augsburgischen Kirche in Polen.

#### Katholisch
Vor 1945 lebten in der Region Aweyden nur sehr wenig Katholiken – im Jahre 1905 waren von 660 Einwohnern des Dorfes lediglich sechs katholischer Konfession. Sie waren nach Kobulten (polnisch Kobułty) im Bistum Ermland eingepfarrt. Nach 1945 entstand in Nawiady eine katholische Gemeinde, die schließlich die evangelische Kirche kaufte und sie zu 1989 zu ihrer Pfarrkirche bestimmte. Die Pfarrei gehört zum Dekanat Mrągowo I im Erzbistum Ermland in der polnischen katholischen Kirche.

## Kultur und Sehenswürdigkeiten
- St.-Josefs-Kirche[10] von 1603

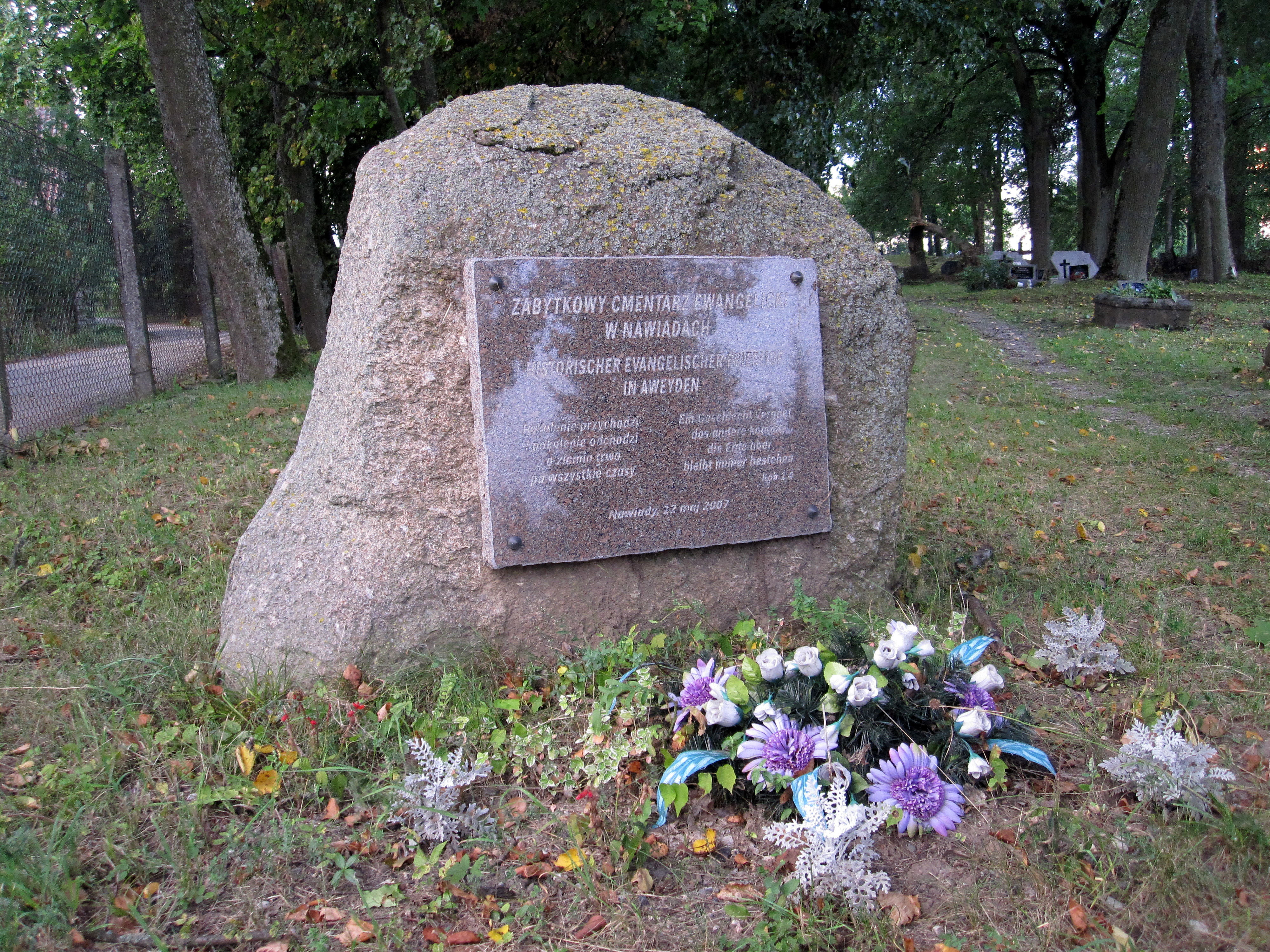
Gedenkstein auf dem Historischen Evangelischen Friedhof

- Historischer Evangelischer Friedhof, aus deutscher Zeit, 2004 unter Denkmalschutz gestellt

## Wirtschaft und Infrastruktur

### Verkehr

#### Straßen
Nawiady liegt verkehrsgünstig an der in Nord-Süd-Richtung verlaufenden Landesstraße 59, die Giżycko (Lötzen) und Mrągowo (Sensburg) mit Rozogi (Friedrichshof) unweit der Grenze zur Woiwodschaft Masowien verbindet. In Nawiady zweigt die Woiwodschaftsstraße 601 ab, die eine schnelle Verbindung zur Landesstraße 58 Richtung Szczytno (Ortelsburg) herstellt. In die Nachbarregion führen untergeordnete Nebenstraßen.

#### Schienen
Nawiady war zu keiner Bahnstation. Der nächste Bahnhof war bis 1945 der in Peitschendorf (polnisch Piecki) an der jetzt nicht mehr befahrenen Bahnstrecke Sensburg–Rudczanny/Niedersee.

### Bildung

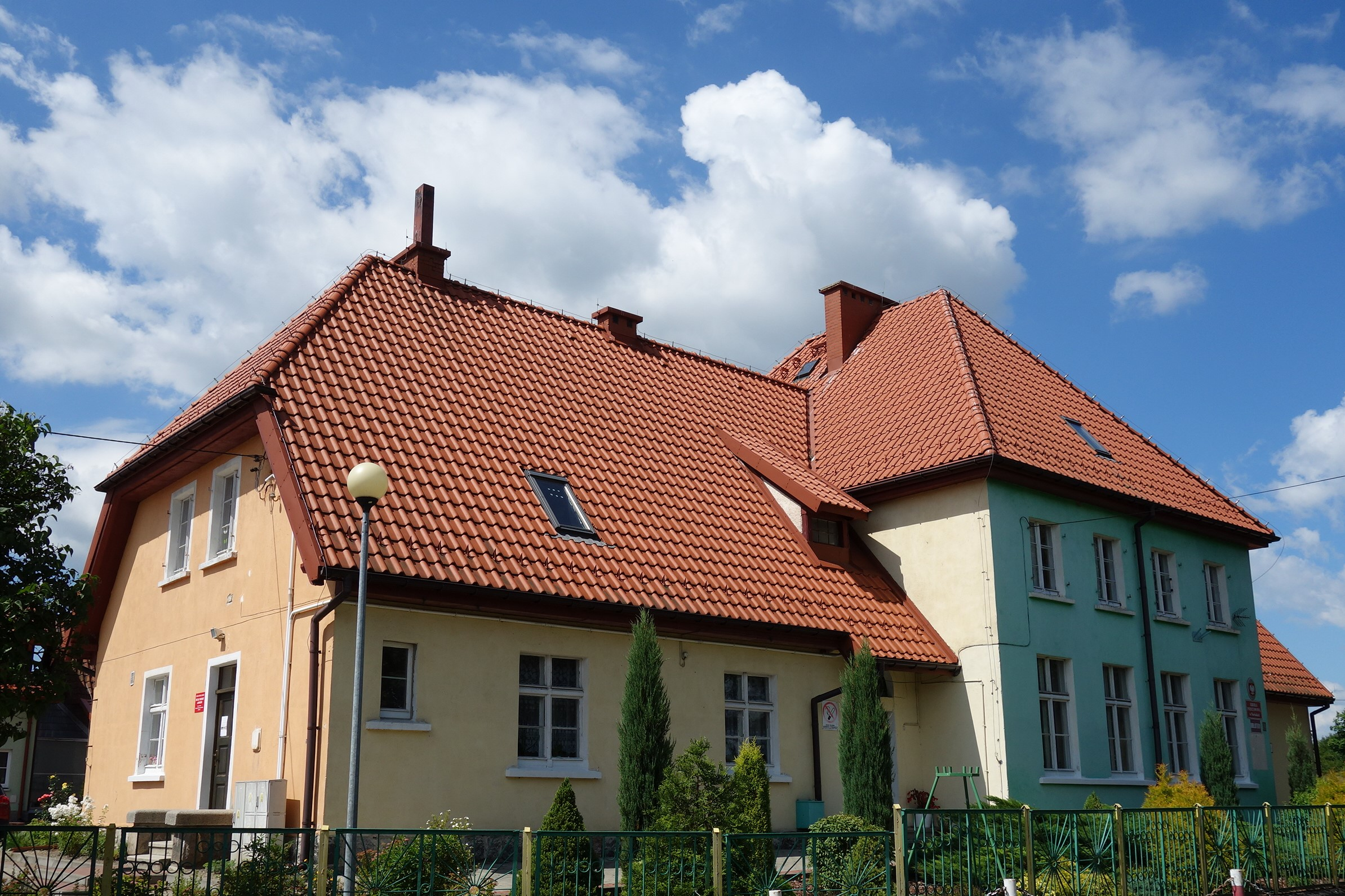
Aweyden Schule 2017

#### Schule
Die Schule in Aweyden wurde 1640 gegründet. Im Jahre 1913 wurde ein dreiklassiges Gebäude errichtet, das bis heute für den Unterricht genutzt wird. Das einstige Gebäude umfasste unten die Schulräume, darüber zwei Lehrerwohnungen. Eine dritte Lehrerwohnung befand sich in einem Vorbau. Auffällig war der ungewöhnlich große Schulhof.

## Persönlichkeiten

### Mit dem Ort verbunden
- Friedrich Alexander Zywietz (* 1858, gestorben ebenda), Standesbeamter im Kirchspiel  Aweyden von 1917 bis zu seinem Tod im Jahre 1933 (beerdigt in Aweyden, Grab bis dato – 2019 – existent)

- Jan Szarek (1936–2020), polnischer evangelischer Theologe und von 1991 bis 2001 Bischof der Evangelisch-Augsburgischen Kirche in Polen, war von 1960 bis 1962 Pfarrer in Nawiady.
- Peter Lotz, Schullehrer in Aweyden von 1932 bis 1942, gefallen am 24. August 1944 bei Bukarest in Rumänien
- Sigmar Stopinski (1954–2023), deutscher Erziehungs- und Politikwissenschaftler, wurde in Nawiady geboren.